# Сульфид европия(II)
Сульфид европия(II) — бинарное неорганическое соединение
европия и серы с формулой EuS,
чёрные кристаллы.

## Получение
- Нагревание стехиометрических количеств чистых веществ в вакуумированной ампуле:

{\displaystyle {\mathsf {Eu+S\ {\xrightarrow {800^{o}C}}\ EuS}}}
- Пропускание сероводорода над нагретым оксалатом европия(II):

{\displaystyle {\mathsf {EuC_{2}O_{4}+H_{2}S\ {\xrightarrow {800^{o}C}}\ EuS+H_{2}O+CO_{2}+CO}}}

## Физические свойства
Сульфид европия(II) образует чёрные (или коричнево-фиолетовые) кристаллы
кубической сингонии,
пространственная группа F m3m,
параметры ячейки a = 0,5957 нм, Z = 4.
Является магнитным полупроводником. Ферромагнетик; температура Кюри 16,5 К.